# Белое проклятье
«Белое проклятье» — советский художественный фильм 1987 года по мотивам одноимённой повести писателя Владимира Санина.

## Сюжет
Самый разгар сезона на горнолыжном курорте Терскол. Многочисленные отдыхающие катаются на горных лыжах, развлекаются и веселятся. И только работники противолавинной службы понимают, что над курортом нависла смертельная угроза: после сильнейшего снегопада может сойти гигантская лавина.
Максим Уваров, начальник противолавинной станции, запрещает туристам выходить из гостиницы. Его действия вызывают недовольство как начальства курорта, так и отдыхающих. Начальство терпит убытки из-за простоя горнолыжного подъёмника, туристы и вовсе негодуют: они приехали кататься, а не сидеть взаперти. Некоторые из них тайком выбираются из гостиницы. Расплата за беспечность не заставляет себя ждать…

## В ролях
| Актёр               | Роль                                                                     |
| ------------------- | ------------------------------------------------------------------------ |
| Лембит Ульфсак      | Максим Уваров, начальник противолавинной службы (озвучивает Юрий Беляев) |
| Александра Яковлева | Катя, стюардесса из Иркутска (в титрах Александра Аасмяэ)                |
| Виктор Бычков       | Степан Гвоздь, работник противолавинной службы                           |
| Лариса Гузеева      | Надежда Сергеевна, врач                                                  |
| Игорь Дмитриев      | турист из Германии                                                       |
| Геннадий Нилов      | Петухов                                                                  |
| Анна Твеленёва      | Елизавета Дмитриевна                                                     |
| Любовь Малиновская  | Анна Фёдоровна, мама Максима Уварова                                     |
| Валентин Камергоев  | Мурад Хаджиевич                                                          |
| Андрей Павловец     | Толя, приятель Кати                                                      |
| Баганд Магомедов    | Осман, взрывник (в титрах указано — Боганд Магомедов)                    |

## Литературная основа
Фильм снят по мотивам одноимённой повести писателя Владимира Санина, впервые напечатана в 1984 году в журнале «Звезда», в том же году издана в издательстве «Советский писатель».
Главного героя писатель рисовал с гляциолога-лавинщика, кандидата географических наук Нуриса Урумбаева.
Повесть была хорошо принята критикой:

Произведения В. Санина обычно написаны с юмором и в то же время передают драматизм напряженной, полной опасности жизни полярников Арктики и Антарктиды. Такова и новая повесть, главный герой — человек редкой профессии — лавинщик. Эпиграфом к повести взяты слова Владимира Высоцкого: «Горы спят, вдыхая облака, выдыхая снежные лавины».— Литература и искусство, 1985

## Съёмки
Фильм снимался в Приэльбрусье.

## Саундтрек
В начале фильма играет песня «Карабас-Барабас» группы «Аттракцион».